# Матті Лунд-Нільсен
Матті Лунд-Нільсен (дан. Matti Lund Nielsen, нар. 8 травня 1988, Оденсе) — данський футболіст, півзахисник клубу «Відовре».

## Клубна кар'єра
Народився 8 травня 1988 року в місті Оденсе. Розпочав займатись футболом у невеликих місцевих футбольних клубах, а 2005 року потрапив до академії «Оденсе». 4 березня 2007 року дебютував у основній команді в матчі Королівської ліги проти "Ліллестрема.. Втім у рідній команді молодий півзахисник закріпитись не зумів, взявши участь у 9 матчах чемпіонату, тому протягом першої половини 2009 року на правах оренди захищав кольори клубу «Люнгбю» у другому дивізіоні країни, де забив три голи в 24 матчах.
У грудні 2009 року Нільсен підписав контракт на два з половиною роки з клубом датської Суперліги «Норшелланн». Відіграв за команду з Фарума наступні два роки своєї ігрової кар'єри і виграв з командою два поспіль Кубка Данії.
30 грудня 2011 року стало відомо, що Нільсен переходить у італійську «Пескару» на правах вільного агента, підписавши контракт до літа 2014 року. Забивши 3 голи у 19 іграх чемпіонату данець допоміг клубу виграти Серію Б та вийти до вищого дивізіону. Першу частину чемпіонату вищого дивізіону він провів у складі «синьо-білих», але під час зимового трансферного ринку 31 січня 2013 року він перейшов до «Верони», з якою також зміг підвищитись до Серії А, завершивши чемпіонат на другому місці. Влітку, коли закінчився термін його оренди, він повернувся до команди «Пескари», яка за відсутності данця вилетіла назад в Серію B. Матті залишався в «Пескарі» до січня 2015 року, після чого знов був відданий в оренду, цього разу у «Перуджу», також з Серії Б, де і завершив сезон 2014/15.
19 вересня 2015 року Нільсен повернувся до рідного «Оденсе», підписавши угоду до кінця року. Втім і цього разу закріпитись у команді півзахисник не зумів і 3 лютого 2016 року підписав дворічний контракт з норвезьким клубом «Сарпсборг 08», що виступає в Елітсеріені, де провів наступні чотири сезони.
7 січня 2020 року він повернувся до Італії, підписавши півторарічний контракт із клубом Серії С «Реджина». До кінця сезону 2019/20 він зіграв у 8 іграх за клуб і допоміг їй виграти свою групу та вийти до Серії Б. Після цього данець перейшов у іншу команду Серії С «Про Верчеллі», де провів наступний сезон.
Влітку 2021 року Нільсен повернувся до Данії, приєднавшись до «Відовре», який грав у другому дивізіоні країни. Станом на 9 січня 2023 року відіграв за команду з Відовре 33 матчі в національному чемпіонаті.

## Виступи за збірні
2004 року дебютував у складі юнацької збірної Данії (U-17), загалом на юнацькому рівні взяв участь у 31 іграх.
Протягом 2009—2012 років залучався до складу молодіжної збірної Данії, з якою був учасником домашнього молодіжного чемпіонату Європи 2011 року, але на поле на турнірі не виходив. На молодіжному рівні зіграв у 15 офіційних матчах, забив 1 гол.

## Статистика виступів

### Статистика клубних виступів
| Сезон                    | Команда                  | Чемпіонат                | Чемпіонат | Чемпіонат | Національний кубок | Національний кубок | Національний кубок | Континентальні кубки | Континентальні кубки | Континентальні кубки | Інші змагання | Інші змагання | Інші змагання | Усього | Усього |
| Сезон                    | Команда                  | Ліга                     | Ігор      | Голів     | Ліга               | Ігор               | Голів              | Ліга                 | Ігор                 | Голів                | Ліга          | Ігор          | Голів         | Ігор   | Голів  |
| ------------------------ | ------------------------ | ------------------------ | --------- | --------- | ------------------ | ------------------ | ------------------ | -------------------- | -------------------- | -------------------- | ------------- | ------------- | ------------- | ------ | ------ |
| 2007–08                  | «Оденсе»                 | СЛ                       | 8         | 0         | КД                 | 0                  | 0                  | КУЄФА                | -                    | -                    | -             | -             | -             | 8      | 0      |
| 2008-січ. 2009           | «Оденсе»                 | СЛ                       | 1         | 0         | КД                 | 0                  | 0                  | Інт                  | 2                    | 0                    | -             | -             | -             | 3      | 0      |
| січ.-черв. 2009          | «Люнгбю»                 | 1Д                       | 24        | 3         | КД                 | 2                  | 2                  | -                    | -                    | -                    | -             | -             | -             | 26     | 5      |
| 2009–10                  | «Норшелланн»             | СЛ                       | 12        | 0         | КД                 | 4                  | 0                  | -                    | -                    | -                    | -             | -             | -             | 16     | 0      |
| 2010–11                  | «Норшелланн»             | СЛ                       | 26        | 7         | КД                 | 4                  | 0                  | ЛЄ                   | 2                    | 0                    | -             | -             | -             | 32     | 7      |
| 2011-січ. 2012           | «Норшелланн»             | СЛ                       | 10        | 0         | КД                 | 0                  | 0                  | ЛЄ                   | 0                    | 0                    | -             | -             | -             | 10     | 0      |
| Усього за «Норшелланн»   | Усього за «Норшелланн»   | Усього за «Норшелланн»   | 48        | 7         |                    | 8                  | 0                  |                      | 2                    | 0                    |               |               |               | 58     | 7      |
| січ.-черв. 2012          | «Пескара»                | B                        | 19        | 3         | КІ                 | -                  | -                  | -                    | -                    | -                    | -             | -             | -             | 19     | 3      |
| 2012-січ. 2013           | «Пескара»                | A                        | 19        | 0         | КІ                 | 2                  | 0                  | -                    | -                    | -                    | -             | -             | -             | 21     | 0      |
| січ.-черв. 2013          | «Верону»                 | B                        | 12        | 0         | КІ                 | 0                  | 0                  | -                    | -                    | -                    | -             | -             | -             | 12     | 0      |
| 2013–14                  | «Пескара»                | B                        | 17        | 1         | КІ                 | 2                  | 0                  | -                    | -                    | -                    | -             | -             | -             | 19     | 1      |
| 2014- січ. 2015          | «Пескара»                | B                        | 6         | 0         | КІ                 | 2                  | 0                  | -                    | -                    | -                    | -             | -             | -             | 8      | 0      |
| Усього за «Пескару»      | Усього за «Пескару»      | Усього за «Пескару»      | 61        | 4         |                    | 6                  | 0                  |                      |                      |                      |               |               |               | 67     | 4      |
| січ.-черв. 2015          | «Перуджа»                | B                        | 12        | 0         | КІ                 | -                  | -                  | -                    | -                    | -                    | -             | -             | -             | 12     | 0      |
| вер. 2015-лют. 2016      | «Оденсе»                 | СЛ                       | 2         | 0         | КД                 | 1                  | 0                  | -                    | -                    | -                    | -             | -             | -             | 3      | 0      |
| Усього за «Оденсе»       | Усього за «Оденсе»       | Усього за «Оденсе»       | 11        | 0         |                    | 0                  | 0                  |                      | 0                    | 0                    |               |               |               | 11     | 0      |
| 2016                     | «Сарпсборг 08»           | ЕС                       | 28        | 2         | КН                 | 5                  | 1                  | -                    | -                    | -                    | -             | -             | -             | 33     | 3      |
| 2017                     | «Сарпсборг 08»           | ЕС                       | 27        | 5         | КН                 | 4                  | 1                  | -                    | -                    | -                    | -             | -             | -             | 31     | 6      |
| 2018                     | «Сарпсборг 08»           | ЕС                       | 24        | 1         | КН                 | 0                  | 0                  | -                    | -                    | -                    | -             | -             | -             | 24     | 5      |
| 2019                     | «Сарпсборг 08»           | ЕС                       | 26        | 0         | КН                 | 0                  | 0                  | ЛЄ                   | 13                   | 1                    | -             | -             | -             | 39     | 1      |
| Усього за «Сарпсборг 08» | Усього за «Сарпсборг 08» | Усього за «Сарпсборг 08» | 105       | 8         |                    | 9                  | 2                  |                      | 13                   | 1                    |               |               |               | 127    | 11     |
| січ. 2020                | «Реджина»                | C                        | 8         | 0         | КІ                 | 0                  | 0                  | -                    | -                    | -                    | -             | -             | -             | 8      | 0      |
| 2020–21                  | «Про Верчеллі»           | C                        | 30        | 0         | КІ                 | 0                  | 0                  | -                    | -                    | -                    | -             | -             | -             | 30     | 0      |
| Усього за кар'єру        | Усього за кар'єру        | Усього за кар'єру        | 292       | 22        |                    | 25                 | 4                  |                      | 17                   | 1                    |               |               |               | 334    | 27     |

## Титули і досягнення
- Володар Кубка Данії (2):

«Норшелланн»: 2009/10, 2010/11